# 32e cérémonie des Hong Kong Film Awards
La 32e cérémonie des Hong Kong Film Awards s'est déroulée le 21 avril 2013 (il peut s'agir des titres internationaux ou/et de noms d'artistes vers des articles non-redirigés).

## Meilleur film
- Cold war de Leungman Leung et Sonny Luk
  - The Bullet vanishes de Law Chi-leung
  - Motorway de Soi Cheang
  - The Viral Factor de Dante Lam
  - Vulgaria de Pang Ho-cheung

## Meilleur réalisateur
- Leungman Leung et Sonny Luk pour Cold war
  - Law Chi-leung pour The Bullet vanishes
  - Pang Ho-cheung pour Love in the buff
  - Soi Cheang pour Motorway
  - Dante Lam pour Love in the buff

## Meilleur acteur
- Tony Leung Ka-fai (Cold war)
  - Lau Ching-wan (The Bullet vanishes)
  - Nick Cheung (Nightfall)
  - Tony Leung Chiu-wai (The Silent war)
  - Chapman To (Vulgaria)

## Meilleure actrice
- Miriam Yeung pour Love in the buff
  - Zhou Xun (The Great magician)
  - Elanne Kong (Love lifting)
  - Sammi Cheng (Romancing in Thin Air)
  - Zhou Xun (The Silent war)

## Hong Kong Film Award du meilleur film chinois ou taïwanais
- Back to 1942 de Feng Xiaogang
  - Girlfriend*Boyfriend de Yang Ya-che
  - Love de Doze Niu
  - Love is not blind de Teng Hua-tao
  - Painted Skin: The Resurrection de Wu Ershan

## Récompenses spéciales

### Lifetime Achievement Award
- Ng See-Yuen